# Rhinocurus
Rhinocurus es un género de foraminífero bentónico considerado un sinónimo posterior de Lenticulina de la subfamilia Lenticulininae, de la familia Vaginulinidae, de la superfamilia Nodosarioidea, del suborden Lagenina y del orden Lagenida. Su especie tipo era Rhinocurus araneosus. Su rango cronoestratigráfico abarcaba el Holoceno.

## Clasificación
Rhinocurus incluye a la siguiente especie:
- Rhinocurus araneosus